# Synagoge (Levice)

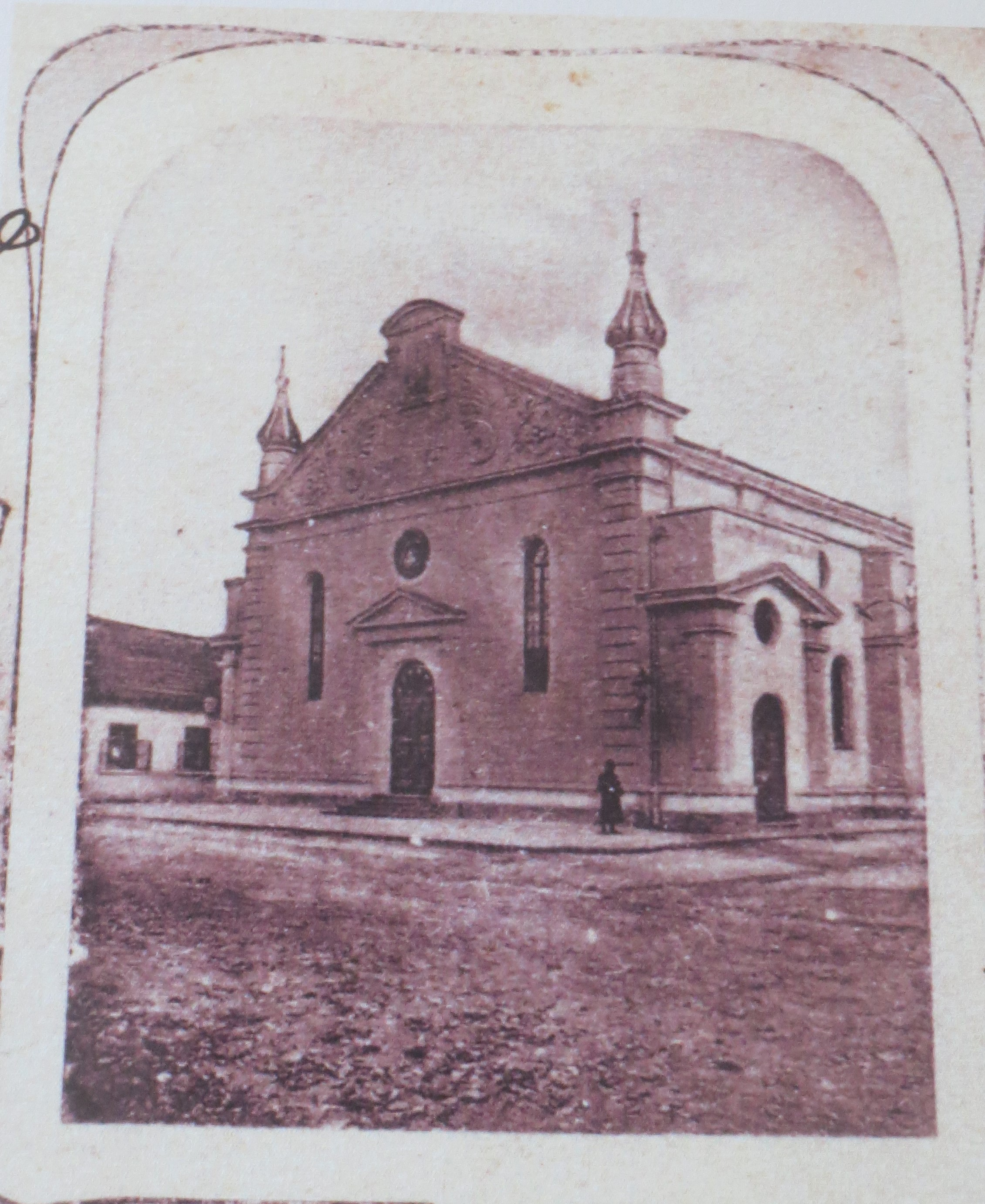
Synagoge Levice vor 1883

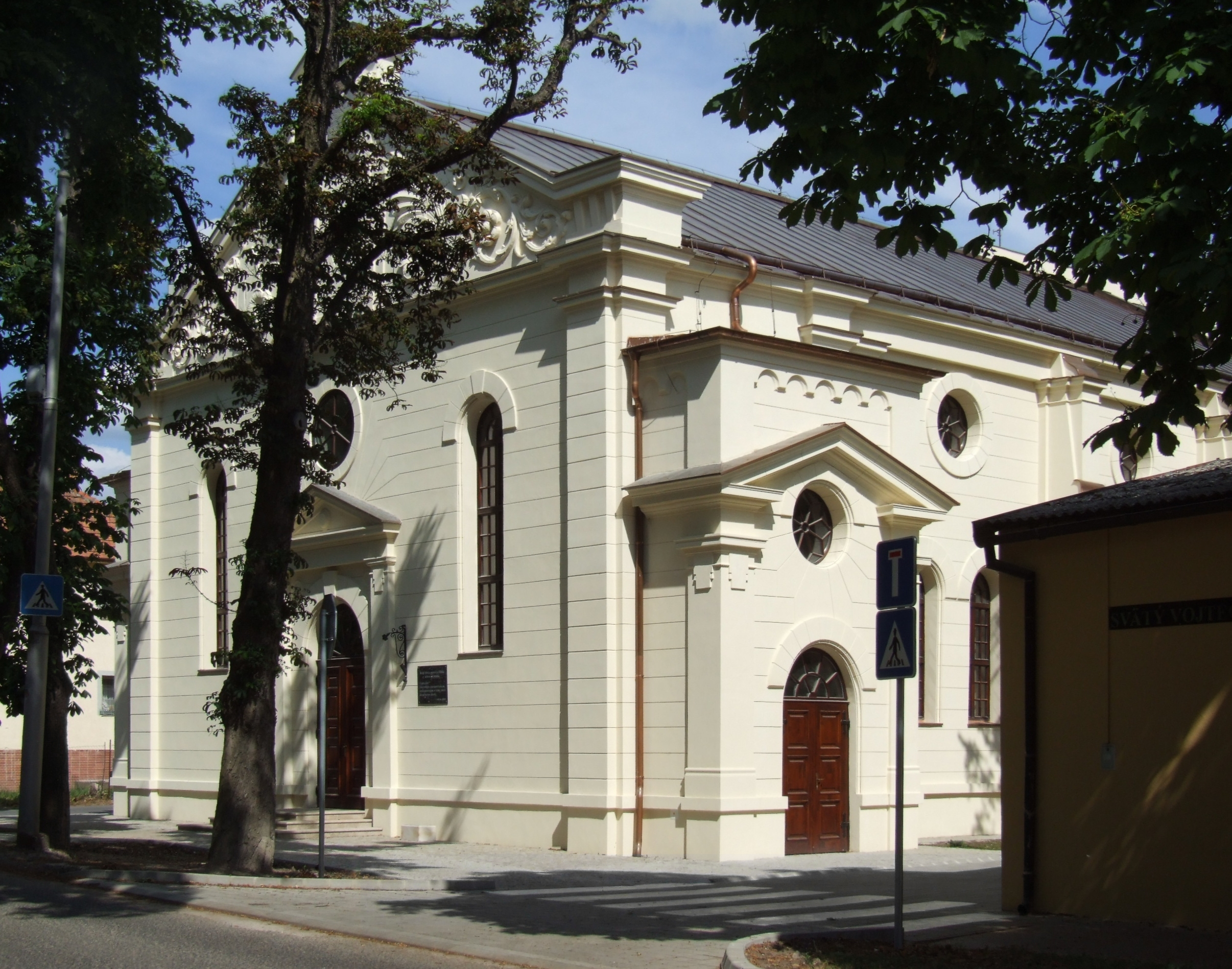
Synagoge in Levice (2012)

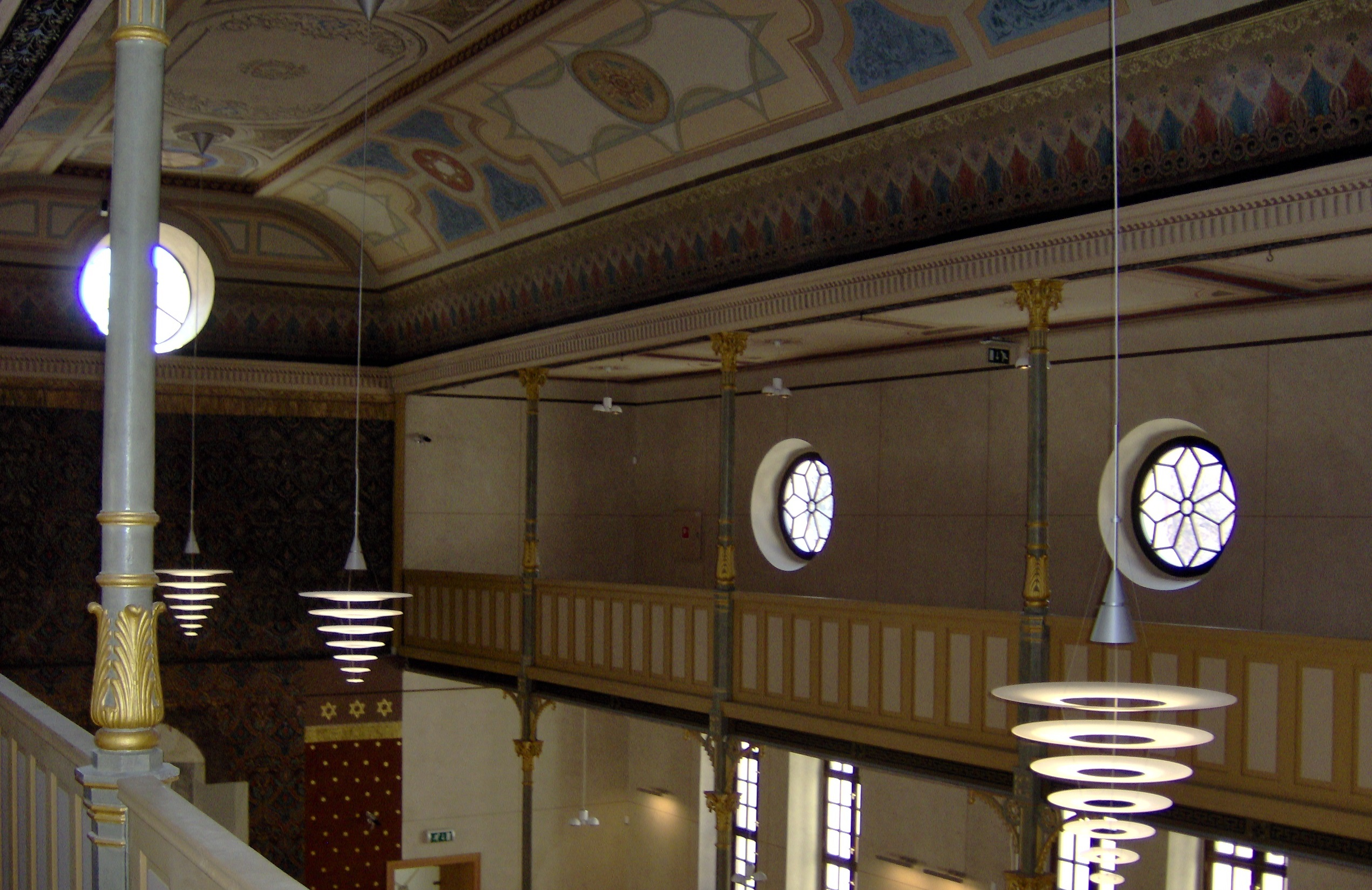
Innenansicht

Die Synagoge in Levice, einer slowakischen Stadt im gleichnamigen Bezirk, wurde 1853 errichtet. Nach anderen Quellen wurde sie allerdings 1883 nicht umgebaut, sondern neu errichtet,

## Geschichte
Mitte des 19. Jahrhunderts wurden die Festungsanlagen von Levice abgerissen und der Festungsgraben zugeschüttet. An einer Stelle des Grabens wurde eine Synagoge gebaut (was immer wieder zu Problemen führte, da der Grund nicht genügend verfestigt worden war). Das Gebäude war ursprünglich von der neologen Reformgemeinde errichtet und hatte an der Westseite des Giebels zwei Ecktürmchen. Dies widersprach den baulichen Vorschriften der orthodoxen Gemeinde, und als man sich später zusammenschloss und für den Status pro ante entschied, wurden diese 1883 abgerissen und Umbauarbeiten durchgeführt.
Sie wurde bis Juni 1944 für Gottesdienste genutzt und war danach Teil des Gettos, in dem die Juden vor ihrer Deportation eingesperrt waren.
Nach dem Krieg gehörte sie bis 1967 der jüdischen Gemeinde, die dann das Gebäude an den Staat verkaufte, Es diente danach mehrere Jahre als Möbellager. Es wurde wenig gepflegt und war in einem schlechten Zustand. Im Jahr 2012 wurden aber umfangreiche Renovierungen durchgeführt und das Gebäude ist seitdem öffentlich zugänglich und wird als Kulturhaus genutzt.

## Architektur
Das Synagogengebäude lässt sich keinem klaren Baustil zuordnen. Der Eingangsbereich auf der Westseite lehnt sich an Kirchenbauten der Renaissance an, Die Längsseiten sind durch massive Pfeiler in drei Felder untergliedert. Dazu kommen dort noch hervorragende Eingänge. Die Felder haben auf der unteren Ebene drei paarweise Rundbogenfenster und darüber jeweils ein Okulus.
Im Inneren sind an den Seiten auf Höhe der Okuli die Emporen der Frauen, die von gusseisernen Säulen gestützt werden.